# Alto Longá

Alto Longá este un oraș în Piauí (PI), Brazilia.